# Hans Zassenhaus
Hans Julius Zassenhaus (28 de mayo de 1912 - 21 de noviembre de 1991) fue un matemático alemán, conocido por trabajar en muchos aspectos del álgebra abstracta y como pionero del álgebra computacional. 

## Semblanza
Zassenhaus nació en Coblenza en 1912. Su padre era historiador y defensor de Reverencia por la vida, de acuerdo con los principios expresados por Albert Schweitzer. Tuvo dos hermanos, Guenther y Wilfred, y su hermana Hiltgunt, que escribió una autobiografía en 1974. Según ella, su padre perdió su puesto como director de la escuela debido a sus ideas filosóficas. Hiltgunt escribió que: : 21, 2 

Hans, mi hermano mayor, estudió matemáticas. Mis hermanos Guenther y Wilfred estaban en la escuela de medicina. ... solo los estudiantes que participaban en actividades nazis obtenían becas. Eso nos dejó fuera. Juntos hicimos un gran esfuerzo. ... pronto nuestra casa se convirtió en una colmena. Día tras día, durante los siguientes cuatro años, llegamos a instruir a un pequeño ejército de niños de todas las edades.

En la Universidad de Hamburgo, Zassenhaus quedó bajo la influencia de Emil Artin. Como escribió más tarde: 

Su curso introductorio de análisis, al que asistí a los 17 años, me convirtió de físico teórico a matemático.

Cuando solo tenía 21 años, estaba estudiando series de composición en teoría de grupos. Demostró el lema de la mariposa, que proporciona un refinamiento de dos cadenas normales a cadenas centrales isomorfas. Inspirado por Artin, Zassenhaus escribió un libro de texto titulado Lehrbuch der Gruppentheorie que luego fue traducido como Teoría de grupos. Su tesis fue sobre grupos de permutación doblemente transitivos con grupos de Frobenius como estabilizadores. Estos grupos ahora se llaman grupos de Zassenhaus, y han tenido un profundo impacto en la clasificación de los grupos simples finitos. 
Obtuvo su doctorado en junio de 1934 y superó el examen de profesor en el mes de mayo siguiente. Se convirtió en asistente científico en la Universidad de Rostock. En 1936 pasó a ser asistente de Artin en Hamburgo, pero Artin partió a los Estados Unidos al año siguiente. Zassenhaus cedió su habilitación en 1938. 
Según su hermana Hiltgunt, Hans fue "llamado como investigador científico en una estación meteorológica" : 55  formando parte del esfuerzo de guerra alemán. 
Se casó con Lieselotte Lohmann en 1942. La pareja crio a tres hijos: Michael (nacido en 1943), Angela (nacida en 1947) y Peter (nacido en 1949). En 1943 se convirtió en profesor extraordinario, siendo posteriormente nombrado director general del Seminario Matemático de Hamburgo. 
Después de la guerra, y como miembro del British Council, Zassenhaus visitó la Universidad de Glasgow en 1948. Allí se le otorgó una maestría honoraria. Al año siguiente se unió a la facultad de la Universidad McGill, donde las dotaciones de Peter Redpath financiaban una cátedra. Permaneció en McGill durante una década, con permisos de excedencia en el Instituto de Estudios Avanzados (1955/6) y en el Instituto de Tecnología de California (1958/9), donde utilizó computadoras para avanzar en la teoría de números. En 1959 comenzó a enseñar en la Universidad de Notre Dame y se convirtió en director de su centro de computación en 1964. 
Fue profesor visitante Mershon en la Universidad Estatal de Ohio en el otoño de 1963. En 1965 se instaló en el estado de Ohio de forma permanente. El departamento de matemáticas era dirigido por Arnold Ross, y Zassenhaus encontró un hogar allí hasta su retiro en 1982. No obstante, continuó visitando Gotinga (verano de 1967), Heidelberg (verano de 1969), UCLA (otoño de 1970), Warwick (otoño de 1972), el CIT (1974/75), la Universidad de Montreal (1977/78), y Saarbrücken (1979/80). 
Ejerció como editor en jefe del Journal of Number Theory desde su primer número en 1967, y ganó un Premio Lester R. Ford en 1968.
Murió en Columbus, Ohio, el 21 de noviembre de 1991. Entre sus estudiantes de doctorado figura Joachim Lambek.

## Publicaciones importantes
- Hans Julius Zassenhaus (1937), Lehrbuch der Gruppentheorie ("Libro de texto de teoría de grupos"),[4] 2ª edición (1960), La teoría de los grupos.[5] un famoso libro de teoría de grupos, basado en un curso de Emil Artin impartido en la Universidad de Hamburgo durante el semestre de invierno de 1933 y el semestre de verano de 1934.
- Zassenhaus mostró que hay solo siete campos cercanos que no son anillos de división o campos cercanos de Dickson, en el Abhandlungen aus dem mathematischen Seminarinar der Universität Hamburg 11, pp –
- En 1977 Academic Press publicó Number Theory and Algebra, una colección de artículos dedicados a Henry B. Mann, Arnold E. Ross y Olga Taussky-Todd, editados por Zassenhaus (ISBN 0-12-776350-3). Incluyó "Un teorema sobre álgebras cíclicas" de Zassenhaus.
- Cambridge University Press publicó Algorithmic Algebraic Number Theory escrito por Zassenhaus y M. Pohst en 1989 (ISBN 0-521-33060-2).[6] Una segunda edición apareció en 1993. Pohst, M.; Zassenhaus, H. (1997). 1st paperback edition. ISBN 978-0-521-59669-5.
- Cantor, David G.; Zassenhaus, Hans (April 1981), «A new algorithm for factoring polynomials over finite fields», Mathematics of Computation 36 (154): 587-592, doi:10.1090/S0025-5718-1981-0606517-5.. En este artículo introdujo el algoritmo de Cantor-Zassenhaus para factorizar polinomios.